# Rivastigmin
Rivastigmin wird als Arzneistoff zur symptomatischen Behandlung der leichten bis mittelschweren Alzheimerschen Krankheit eingesetzt. Es ist das einzige Antidementivum, das zusätzlich eine Zulassung für die Behandlung der Parkinsondemenz hat. Rivastigmin kann oral (Hartkapsel, Lösung) und transdermal als Pflaster verabreicht werden.
Pharmakotherapeutisch gehört der Wirkstoff in die Gruppe der Cholinesteraseinhibitoren. Rivastigmin hemmt die Acetylcholinesterase und die Butyrylcholinesterase. Sinn dieser Hemmung ist es, den bei Alzheimer-Demenz auftretenden Mangel an Acetylcholin zu reduzieren. Durch die Hemmung der abbauenden Enzyme (Acetyl- und Butyrylcholinesterase) wird eine Verminderung des Abbaus von Acetylcholin erreicht und der Botenstoff steht weiter zur Verfügung. Aus diesem Grund kann Rivastigmin die bei der Alzheimer-Krankheit auftretenden cholinerg vermittelten kognitiven Defizite günstig beeinflussen und eine Verbesserung der Symptomatik erreichen.
In Studien zeigte sich ein geringer, aber signifikanter Effekt von Rivastigmin auf die kognitive Funktion und Lebensqualität. Nebenwirkungen wie Übelkeit, Erbrechen, Durchfall, Appetitlosigkeit, Kopfschmerzen und Synkopen führen allerdings zu hohen Abbruchraten (9 % höher als bei Placebo) der Behandlung.
Mit der galenischen Zubereitungsform als Pflaster (TTS) wird eine gleichbleibende Abgabe des Wirkstoffes und damit gleichbleibende Wirkspiegel erreicht. Dies ermöglicht eine bessere Verträglichkeit als mit Tabletten oder Lösungen. Die Zulassung der Pflasterform stützt sich auf die IDEAL-Studie (Investigation of transDermal Exelon in ALzheimer’s Disease) mit 195 Patienten. Die Resultate dieser Studie zeigten, dass die tägliche Anwendung eines Pflasters (9,5 mg/Tag) die kognitiven Fähigkeiten und die Alltagskompetenz genauso stark verbesserte wie die höchste zugelassene Kapseldosis (2×6 mg/Tag).
Ansonsten häufig beobachtete Nebenwirkungen wie Übelkeit und Erbrechen traten bei der Pflaster-Anwendung dreimal seltener auf als nach Einnahme der Kapseln. Die Häufigkeit der Nebenwirkungen war dabei nicht höher als unter einem Placebo-Präparat (Präparat ohne Wirkstoff).
Es gibt aber auch Studien, die eine geringe Wirkung der Acetylcholinesterase-Hemmer zeigen. Rivastigmin wird im Gegensatz zu den anderen Antidementiva Donepezil und Galantamin nicht Cytochrom-P450-abhängig verstoffwechselt, weshalb weniger Arzneimittelwechselwirkungen zu erwarten sind.

## Handelsnamen
- Exelon (D, A, CH), Prometax (I, E, P u. a.) (Hersteller: Novartis)
- Nimvastid (D, A), weitere Generika